# سنگ خارا (آلبوم)
 سنگ خارا نام یک آلبوم موسیقی اثر  مرضیه، هنرمند ایرانی است که در سبک  سنتی تهیه شده و دارای ۹ آهنگ است.

## فهرست آهنگ‌ها
| ردیف | آهنگ       |
| ۱    | طاوس       |
| ۲    | گل سپید    |
| ۳    | صبح خندان  |
| ۴    | راز دل     |
| ۵    | صبح امید   |
| ۶    | بت چین     |
| ۷    | دوش دوش    |
| ۸    | سنگ خارا   |
| ۹    | پیوند گل‌ها |